# 京栄コンサルティング
株式会社京栄コンサルティング（きょうえいコンサルティング）は、愛知県名古屋市中村区に本社を置き、主に求人広告、求人サイトの運用を手掛ける日本の企業。

## 概要
求人広告を使用した集客一括代行サービス、採用サイトを活用した集客代行サービス、求人メディアを提供している。

## 沿革
- 1990年
  - 12月　株式会社京栄センター設立
- 2018年
  - 9月　株式会社京栄センターが人材紹介業をスタート
- 2021年
  - 1月　株式会社京栄センターより分社化し、株式会社京栄コンサルティングを設立。
  - 5月　求人メディアサービス『スミジョブ』をリリース
  - 10月　求人メディアサービス『コウジョブ』をリリース
- 2022年
  - ５月　大阪支店を開設

## 主なサービス
- スミジョブ - 住み込み求人専門の転職サイト[2]
- コウジョブ - 工場・製造業専門の転職サイト